# Кіліші

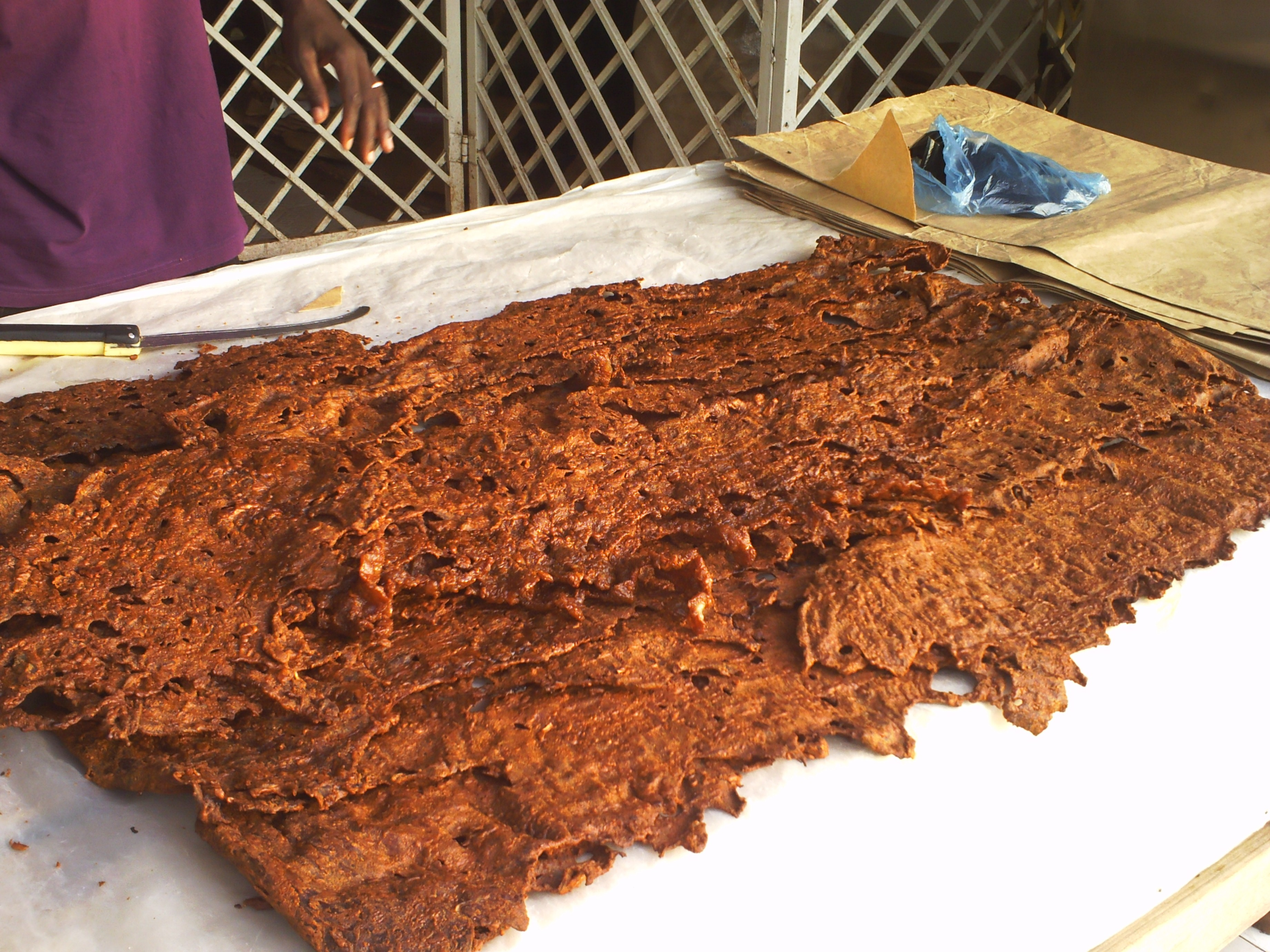
Кіліші

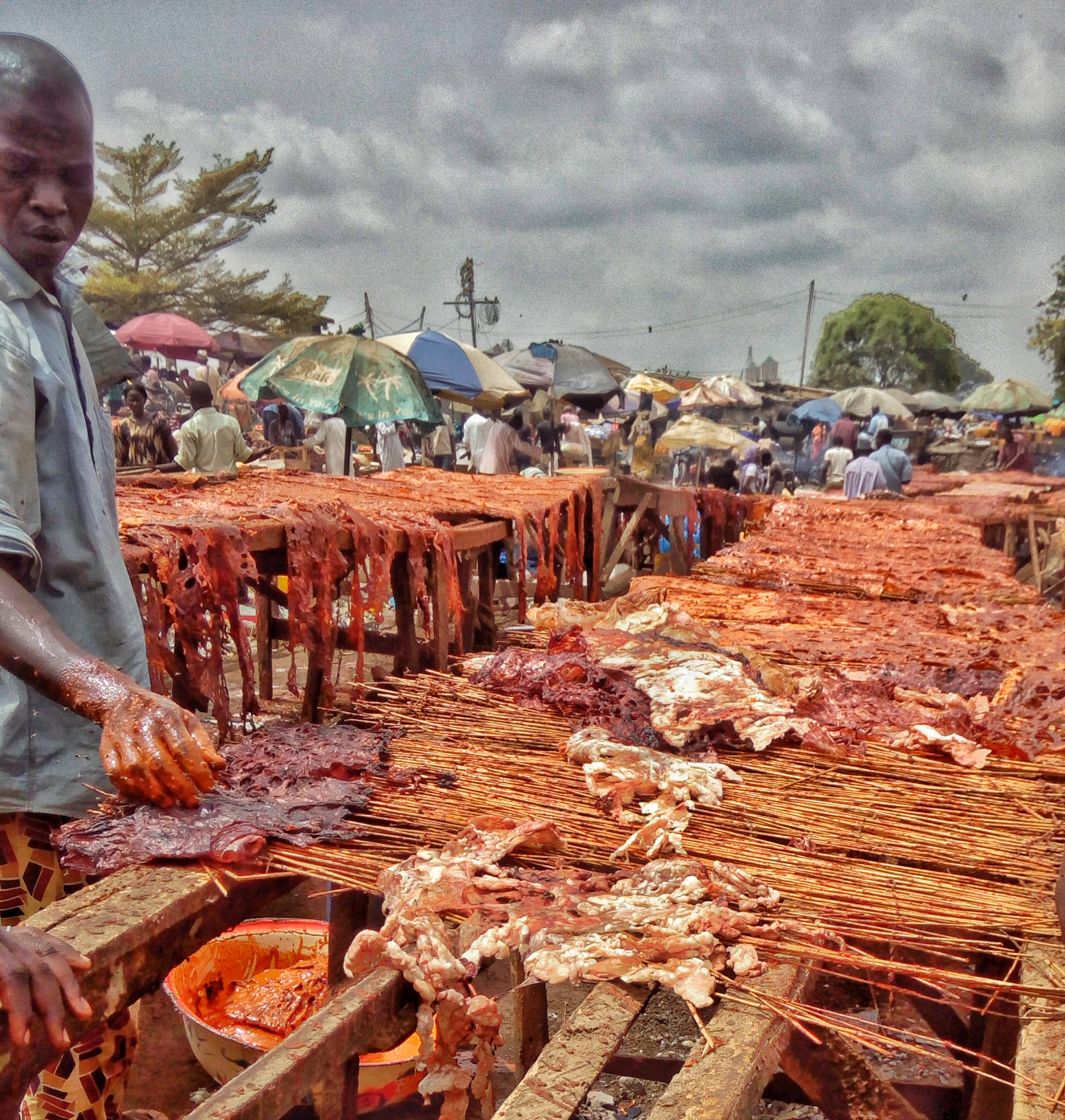
Висушування кіліші на сонці (Нігерія).

Кіліші – різновид в'яленого м'яса, який є стравою народу хауса, яка вперше з'явилася в штаті Баучі (Нігерія). Кіліші вживають насамперед у Нігерії, Нігері та Камеруні.
Це сушена форма суї, приготована з коров'ячого, овечого чи козячого м'яса без кісток. Кожен із вибраних шматків нарізається на скибки завдовжки не менше одного метра для легкого висушування. Потім висушені м'ясні скибки збирають і зберігають для подальшого процесу.
Пасту з арахісу, яку називають лабу, розбавляють достатньою кількістю води, спецій, солі, меленої цибулі, а іноді й підсолоджувачами, такими як мед. Інший спосіб підсолодження — додати фініків. Висушені скибки м'яса потім занурюють один за одним у пасту лабу, щоб повністю покрити їх нею, а потім залишають сохнути протягом кількох годин перед обсмажуванням на дротяній сітці.
Кіліші можна зберігати місяцями без особливих змін у його смаку.